# Mária légió
A Mária légió (latinul Legio Mariae, angolul Legion of Mary) egy olyan katolikus lelkiségi mozgalom, melynek tagjai a római katolikus egyház tanítását vallva, Szűz Máriás lelkületben közösen imádkoznak, karitatív tevékenységet folytatnak, lelki segítséget nyújtanak, evangelizálnak. XXIII. János pápa szerint „A Mária légió a katolikus egyház igazi arculatát jeleníti meg”.

## Tevékenysége
Céljuk az Egyház szolgálata közös imával, tökéletes Mária-tisztelettel, karitatív tevékenységgel, beteg- és kórházlátogatással és személyes kapcsolatépítésen alapuló apostolkodással, mindig a közvetlen egyházi elöljárók kívánsága szerint. Missziós feladataik közé tartozik a börtönviseltekkel, hajléktalanokkal, prostituáltakkal való foglalkozás.
A Mária légió mint világi apostolokból álló szervezet az Egyház rendjébe illeszkedve, mindig a helyi plébános beleegyezésével, őt segítve működhet. Ez a legelső és legfontosabb feladata. Minden csoport feltétlenül egy már működő szervezet segítségével jöhet létre, annak támogatásával, s a későbbiekben is a többi csoporttal való állandó kapcsolattartással.
A tagok hetenként találkoznak a közösség által meghatározott időpontban, plébánián vagy bármely más helyiségben. A Mária légió egész világon azonos kézikönyvének szabályai alapján megszabott rend szerinti ülés időtartama kb. másfél óra. Minden ülés Szentlélekhívással, azaz a kb. 5 perc hosszúságú légiós imádság (Tesszera) és öt tized Rózsafüzér elimádkozásával kezdődik. A közös ima után osztják el a következő heti feladatokat. A légiós munka elsajátításában a Mária légió Kézikönyve jelentős szerepet játszik, ezért abból minden ülésen felolvasnak és annak útmutatásait követik.
A Mária légió azoknak a katolikusoknak a közössége, akik az egyház jóváhagyásával és a Szeplőtelenül Fogantatott Szűz hatalmas vezetése alatt harci csoportba tömörültek, mert részt akarnak vállalni abban a harcban, amelyet az egyház minden időkben folytat e világ gonosz erőivel szemben. Mária, minden kegyelem közvetítője szép, mint a Hold, ragyogó, mint a Nap, és - a Sátánnak és a hatalma alatt állóknak - félelmetes, mint egy harcra kész hadsereg. A légiósok azt remélik, hogy hűségük, erényeik és bátorságuk révén méltónak bizonyulnak Mennyei Királynőjükhöz. A Légiót ezért egy hadsereg mintájára szervezték meg, példaképe különösen az ősi Róma hadserege; innét vannak az elnevezések is. A Mária légió serege és fegyverei azonban nem e világból valók.
Óvodás, kisiskolás gyerekek számára játékos, imádságos együttlétet, ún. „Názáret” csoportot alakítanak. E csoportokat tizenéves fiatalok is ügyesen vezetik. Nyaranta táborokat szerveznek számukra, ahová a hittel még nem találkozott társaikat is elhozhatják. Néhányan bejárnak iskolákba, fogyatékosok intézeteibe, s ott imára, énekre tanítják a gyermekeket.
Az ifjúsági csoportok tagjainak fő feladata, hogy saját családjukban, iskolatársaik, barátaik között tegyenek tanúságot életük példájával, hitük megvallásával, s aktívan közreműködjenek a szentmiséken. Ők is rendszeresen összejönnek, a felnőtt légiósokénál kötetlenebb imaórára.
A felnőtt tagok felkeresik a megkeresztelteket, megbérmáltakat, s azokat, akik a szentségek felvétele után elmaradtak a templomból. Imacsoportokat vezetnek, felnőtt korú istenkeresők részére hitről beszélgető, ún. Patrícius-köröket vezetnek. Imaórákat, engesztelő virrasztásokat vezetnek. Szervezetten imádkoznak a családban gyermeket váró szülőkért és magzataikért, de a lelki adoptálást – a meg nem született, abortusztól veszélyeztetett magzatokért – is terjesztik.
Idős, beteg, egyedülálló embereket látogatnak meg otthonaikban, szociális otthonokban. Kórházakban, elfekvőkben lévőknek nyújtanak lelki vigaszt. Több szociális otthonban heti rendszerességgel jelennek meg a légiósok, ahol személyes lelki beszélgetéssel készítik fel az időseket a szentségek vételére. Foglalkoznak mentális problémák miatt pszichiátriai kezelésre szoruló emberekkel.Vállalt feladataik között szerepel a börtönpasztoráció, valamint a hajléktalanokkal és a prostituáltakkal való foglalkozás is. Időnként utcai apostolkodást szerveznek. Sokfelé, főleg faluhelyen, temetés előtt rózsafüzér imával búcsúztatják az eltávozottakat.
Aktívan részt vesznek a tisztaságra nevelési mozgalomban, melyben az imaháttér biztosítása mellett elkészítettek és terjesztik a tisztaság gyűrűt, melynek egyszíves változatát többnyire fiatalok viselik: „Az igaz szerelem megvár!” jeligével. Kétszíves változatát viselők a tiszta élet mellett felajánlják magukat a „Két legszentebb szívnek, vagyis Jézus és Mária szeplőtelen szívének.”
A fizikai munkából is kiveszik részüket a plébániákon, minden olyan munkában, amit világi személy elvégezhet. Sok helyütt a légiósok irodáznak, takarítanak, oltárt díszítenek, vasalnak, az útszéli kereszteket rendben tartják.

## Szervezete
A Mária légiót egy hadsereg, különösen példaképe, az antik Róma hadserege mintájára szervezték meg. Szervezeti egységeik neveit is az ókori római légióktól kölcsönzik:
- Praesidium (alsó szintű szervezet): a Praesidiumok plébániai imacsoportok a püspök és plébános által kinevezett lelki vezetővel, a Curia által 3 évre kinevezett vezetőséggel és Mária életének valamely eseményére utaló saját elnevezéssel.
- Curia (alsó szintű területi szervezet): a Praesidiumok többsége egy-egy Curiához tartozik. Egy Curia több Praesidium vezetőtestülete, amely a rész-szervezetek vezetőségeiből tevődik össze.
- Comitium (középszintű területi szervezet): a Curiákat a comitiumok fogják össze. A Comitiumok olyan curiák, amelyek felügyeletet gyakorolnak más curiák fölött is.
- Regia (országos, illetve regionális szervezet): Az önállóan működő Praesidiumok és Curiák, valamint a Comitiumok irányító testülete, tagjait a Concilium nevezi ki. A Kárpátmedencében létesült szervezetek jelentős része a Magyar Mária Régia irányítása alatt működik.
- Senatus: egy ország légiós szervezeteinek irányító testülete. A Magyar Mária Régia a bécsi Senátushoz tartozik.
- Concilium:  néhány régiát egy-egy Concilium vezet, ezek a legfőbb irányító, szabályalkotó és döntőbírói központi testületek, melyek magját a dublini érsekség rangidős Curiájának tisztségviselői alkotják. Lelki vezetőjét Írország püspöki kara nevezi ki. A bécsi Senátus az írországi Conciliumhoz tartozik, ami egyben a világszervezet központja is (Dublin – Concilium Legionis Mariae).

A világszervezet központja Írországban van:
| Concilium Legionis Mariae           |
| ----------------------------------- |
| De Montfort House                   |
| Morning Star Avenue                 |
| Brunswick Street                    |
| Dublin 7                            |
| Ireland                             |
| Tel: +353 1 872 3153                |
| Fax: +353 1 872 6386                |
| e-mail: concilium@legion-of-mary.ie |

## Tagság
Bárki lehet tag nemre, családi állapotra, iskolai végzettségre való tekintet nélkül. A tagság általános feltétele az egyházilag rendezett élet:
- római katolikus vallás,
- rendszeres szentgyónás, szentáldozás,
- rendezett magánélet.

A tagság típusai:
- Az aktív tagok (praetoriánusok) az apostoli munkában részt vevők. E tagság feltételei, hogy vállalja a részvételt a hetenkénti üléseken, a munkavégzést és azt, hogy naponta elimádkozza a Tesszerát. Párosával, heti 1–2 óra (általában a plébánossal megbeszélt) apostoli munkát vállalnak. Az aktív apostolkodó csoportok száma: kb. 350 (állandó növekedésben), átlagban 8–12 fővel – Erdély, Kárpátalja magyarlakta területei is ide tartoznak.
- Imádkozó tag (auxiliárius vagy segítő légiós) bárki lehet, aki naponta elimádkozza a Tesszerát, és öt tized Rózsafüzért. Ha egyébként is szokta más szándékra imádkozni, az beleszámít. Nagyon fontos az ő tevékenységük, mivel ők segítik imáikkal az aktív tagok apostoli munkáját. A segítő (imádkozó, auxiliárius) légiósok száma több ezer fő.
- A pártoló tagok (adiutorok) adják az apostoli munka anyagi fedezetét.

## Története
A Mária légió első Praesidiumát Irgalmasság Anyjának Egyesülete néven Frank Duff ír katolikus alapította a Szent Vince Szeretetegyesület és az antialkoholista apostolkodással foglalkozó Mértékletesség Társaságának Úttörői csoport néhány női tagjával és Fr. Michael Toher dublini érsekkel Dublin egyik plébániáján 1921. szeptember 7-én, Kisboldogasszony ünnepének vigíliáján, és ő is irányította egészen 1980. november 7-én bekövetkezett haláláig. Később, világszerte elterjedt szervezetté válva vették fel a római légiók hűségére, fegyelmezettségére, kitartására utaló Mária légió nevet. Közel 3 millió aktív tagja és ennél jóval több segítő (imádkozó) tagja van. A mozgalom ideológiai alapjaként Grignon Szent Lajos „Tökéletes Mária-tisztelet” című művét fogadták el.

## A Mária légió Magyarországon
Magyarországon a második világháború előtt már volt ilyen szerveződés, de a kommunizmus idején mint minden hasonló szervezet, tiltott volt. Ennek ellenére Földi Endre szervezésében 1958-tól illegálisan tevékenykedett egy Mária Légiós csoport 1961 februárjáig, Földi Endre letartóztatásáig. Majd 1989 őszén az osztrák Kristián Gimbel a légió bécsi szenátusának tagja járta végig az országot, hogy újra szervezkedésre bírja a katolikus híveket.
Az első csoport Petőfiszálláson alakult meg, ahol Temesvári Benedek pálos szerzetes karolta fel a kezdeményezést. Az első praesidiumok Budapesten alakultak meg:
- Kispesti Nagyboldogasszony Főplébánián,
- Szent István-bazilikában.

Az első magyarországi curia 1993. december 5-én alakult meg. Ennek központja  Budapesten, a Szent István Bazilikában van:
- lelki vezetője: Földi Endre, a bazilika káplánja
- elnökei időrendben:
  - dr. Moskát Csaba (1993. december – 1998. február)
  - Lindmayer Antalné Kati (1998. február – 2004. február; kitöltötte az engedélyezett két hivatali időszakot).
  - Kondé Gábor (2004. február – 2007. február).

1998. november 14-én comitiummá alakult; a kinevezett lelki vezető ettől fogva Zahar Béla nagybátonyi plébános.
A magyarországi szervezetet 2000. november 11-én minősítették régiává. Első elnöke Lindmayer Antalné Kati lett. A magyarországi regia központja:
| Magyar Mária légió Régiája         |
| ---------------------------------- |
| Budapest, V. Szent István Bazilika |
| 1366 Budapest, 5. postafiók: 27.   |
| e-mail: marialegio@freemail.hu     |

A Magyar Mária Régia a Máriatisztelet elmélyítésében, terjesztésében 2004. évtől együttműködik a Magyar Máriás papi mozgalommal.
2006 júniusában a magyar regiának 330 Praesidiuma volt, melyek Curiákhoz, azok Comitiumokhoz, illetve közvetlenül a Régiához, mint felsőbb testületekhez tartoznak.
A RÉGIA, a Comitiumok, illetve Curiák székhelyei:
| BUDAPEST         | Debrecen              | Nagybátony    | Nagyvárad              | Szatmár       | Szeged     | Zalaegerszeg                |
| ---------------- | --------------------- | ------------- | ---------------------- | ------------- | ---------- | --------------------------- |
| Újpest           | Debrecen Szent Anna   | Bátonyterenye | Nagyvárad Szent József | Szatmárnémeti | Békéscsaba | Zalaegerszeg Mária-Magdolna |
| Csíksomlyó       | Debrecen Szent László | Karancskeszi  | Nagyvárad Barátok      | Nagybánya     | Kistelek   | Zalaegerszeg Jézus Szíve    |
| Dusnok           | Nyírség               | Pásztó        | Déva                   | Nagykároly    | Makó       | Nagykutas                   |
| Eger             | Munkács               |               | Lupény                 | Sárköz        | Orosháza   | Lenti                       |
| Jászberény       |                       |               |                        |               | Szentes    | Teskánd                     |
| Kiskunfélegyháza |                       |               |                        |               |            | Vép                         |
| Miskolc          |                       |               |                        |               |            |                             |
| Pécs             |                       |               |                        |               |            |                             |
| Sülysáp          |                       |               |                        |               |            |                             |
| Székelyudvarhely |                       |               |                        |               |            |                             |
| Szolnok          |                       |               |                        |               |            |                             |